# ياسمين جوريقي
ياسمين يازارث جوتيريز جوريجوي (بالإسبانية: Yazmin Yazareth Gutierrez Jauregui؛ مواليد 28 فبراير 1999) هو مقاتل فنون القتال المختلطة مكسيكي.

## وصلات خارجية
- ياسمين جوريقي على موقع يو إف سي (الإنجليزية)
- ياسمين جوريقي على موقع شيردوغ (الإنجليزية)
- ياسمين جوريقي على موقع Tapology.com (الإنجليزية)